# Карганов (фамилия)
Карганов — фамилия тюркского происхождения.
О её происхождении среди исследователей нет единого мнения. Возможно, что она происходит или от имени собственного Карахан («чёрный хан») или от тюркского слова имевшего значение «состарившийся». Нельзя также исключать, что вариантом происхождения является тюркское слово, обозначавшее «крепость, укрепление». 
Вероятно также, что слово «Карган», от которого образована фамилия Карганов, является стяженной формой имени собственного «Караган», что связывает фамилии Карганов и Караганов. Имя Карган фигурирует в исторических документах начиная с 1614 года, когда был упомянут астраханский стрелец Микитка Караган. В своём нарицательном значении слово «караган» обозначает степную лисицу и может служить прозвищем изворотливой и хитрой личности.